# OmniROM
OmniROM è una distribuzione open source per smartphone e tablet, basata su Android. Si tratta di un'unione di molti sviluppatori importanti provenienti da altri progetti.
Il progetto adotta quella che viene definita dagli sviluppatori come la filosofia Free3: "Libero da utilizzare, libero da modificare e libero da condividere".

## Progetto
Questo progetto è una reazione alla recente commercializzazione di una delle più importanti ROM, CyanogenMod. Il progetto offre ROM basate su Android 4.4 (KitKat), include il supporto al Galaxy Note II. Altri dispositivi sono supportati, quali il Galaxy Note, Galaxy S3, Nexus 4, Nexus 5, Nexus 7, LG Optimus G, Galaxy S2, HTC One (M7), Oppo Find 5, Sony Xperia T, HTC Explorer, Lenovo A6000. Coinvolgendo gli sviluppatori principali: P. Binder, J-H. Ude, Y. Taeuber, S. Rein